# Bisaltes (Vater der Theophane)
Bisaltes (griechisch Βισάλτης) ist eine Gestalt der altgriechischen Mythologie. Er ist einer in den Fabulae überlieferten, erläuternden Geschichte zur Argonautensage zufolge der Vater der Theophane, der Mutter des Widders mit dem Goldenen Vlies. Bisaltes empfängt Theophanes zahlreiche Freier, bis Poseidon sie in ein Schaf verwandelt und schließlich mit dem Widder schwängert.
Dieser Bisaltes ist wahrscheinlich identisch mit dem gleichnamigen Sohn des Helios und der Gaia, der bei Stephanos von Byzanz als eponymer Heros der Landschaft Bisaltia überliefert ist.